# At Last the 1948 Show
At Last the 1948 Show è uno show televisivo satirico creato dalla società di David Frost, la Paradine Production e trasmessa sulla ITV dal 15 febbraio 1967 al 7 novembre 1968.
Lo show comprendeva Tim Brooke-Taylor, Graham Chapman, John Cleese, Marty Feldman e Aimi MacDonald. Cleese e Brooke-Taylor erano anche i direttori del programma.

## Storia
David Frost avvicinò Cleese, Chapman e Brooke-Taylor perché apparissero in una serie televisiva basata sugli sketch. Loro coinvolsero anche Marty Feldman, fino ad allora un autore di commedie. La serie segue lo show radiofonico I'm Sorry, I'll Read Again e precede le serie televisive Monty Python's Flying Circus e The Goodies. Porterà anche Feldman al suo show televisivo Martin.
In questo show fu abbandonata la convenzione di intervallare scene divertenti con canzoni.
Lo show non aveva nessun collegamento con l'anno 1948; il titolo faceva riferimento all'abitudine della BBC di tenere in archivio uno show per mesi prima di trasmetterlo. Il cast registrò anche degli LP degli sketch dello show.
Lo show venne realizzato poco prima che la ITV passasse al colore. Vennero trasmesse due brevi stagioni per un totale di 13 episodi da 25 minuti l'uno (la prima stagione aveva 6 episodi, 7 la seconda). La Thames Television riciclò i nastri di registrazione, una volta acquisito l'archivio della Rediffusion London, e tutti gli episodi tranne due furono cancellati. John Cleese salvò i due episodi quando seppe cosa stava succedendo.
I Monty Python riproposero molti sketch nello special Monty Python's Fliegender Zirkus e lo sketch Four Yorkshiremen sketch in Monty Python Live at the Hollywood Bowl. Un altro sketch, Lo sketch della libreria, venne modificato per l'album Monty Python's Contractual Obligation Album.

## Guest Star
- Bill Oddie
- Eric Idle
- Jo Kendall